# Rick Bassman
Richard David Bassman (Northridge, 20 novembre 1961) è un imprenditore ed ex wrestler statunitense.

## Biografia

### Primi anni
Rick Bassman nacque a Northridge, California, da genitori ebrei.
La madre di Bassman, Felice, morì all'età di 39 anni a causa di un ictus, poco aver iscritto Bassman alla Chaminade College Preparatory School, a Chatsworth, in California quando egli aveva 13 anni. 
Nonostante ci fossero dei banner che dicevano: "Non votare per un Ebreo in una scuola cattolica," Bassman vinse una delle quattro cariche elettive. All'età di 16 anni, a Bassman fu diagnosticato un cancro ai testicoli. Poi frequentò la University of California, Santa Barbara senza finire li studi per dedicarsi ad altro.

### Carriera
Bassman iniziò la sua carriera a Santa Barbara, CA, formando la Bassman Productions, che comprendeva la The Library Restaurant & Nightclub nel collegio di Santa Barbara nella città di Isla Vista, la Bassman Security Event, che ha fornito i servizi di sicurezza per la UCSB e la Cal Poly di San Luis Obispo, e la Bassman Productions Events, che presentavano concerti dei The Go-Go, The Clash, The B-52s e dei Talking Heads. 
Nel 1985 Bassman si trasferì a Denver, in Colorado, dove andò a lavorare per la Talent Agency Vannoy. Poco dopo, Vannoy chiuse i battenti e Bassman formò la Celebrity Services. Rappresentò  molti giocatori della Denver Broncos, Denver Nuggets, Arizona Cardinals e della Phoenix Suns, Bassman.
Egli è probabilmente più conosciuto per il suo lavoro nella Mixed Martial Arts, la cui proprietà è gestita da Valor Fighting, e gestì molti dei migliori pesi massimi del mondo, tra cui Mark Coleman, Mark Kerr, Oleg Taktarov, Butterbean e Tank Abbott, Sting, The Ultimate Warrior, John Cena, The Miz, Chris Masters, Luther Reigns, Nathan Jones, e Jon Heidenreich
Bassman è attualmente cofondatore e partner della Global Pro Wrestling Mission, che organizza show di pro wrestling nei paesi del terzo mondo a beneficio di essi.